# Olivier Baudry
Pour les articles homonymes, voir Baudry.
Olivier Baudry, né le 12 juin 1973 à Vannes et mort le 1er octobre 2017 à Montbéliard, est un footballeur français. Gaucher, il évoluait au poste de meneur de jeu avec le FC Sochaux et l'AS Saint-Étienne.

## Biographie
International espoir, le sélectionneur Raymond Domenech le préfère comme titulaire à Zinédine Zidane.
Après une formation d'apprenti footballeur professionnel au FC Sochaux-Montbéliard de 1988 à 1991, il joue son premier match en Ligue 1 le 5 octobre 1991 à l'âge de 17 ans, lors de la rencontre Cannes-Sochaux. Au total, Olivier Baudry dispute 237 matchs avec le FC Sochaux et porte le maillot sochalien pendant 10 ans.
International français minimes, cadets, juniors et espoirs de 1986 à 1995, il ne connaît pas la chance d'évoluer chez les A, alors qu'on lui prédisait une carrière toute tracée en bleu. Il côtoie sous le maillot bleu certains futurs champions du monde comme Thuram, Dugarry, Zidane, Pires ...  
Deux vilaines blessures viennent freiner sa progression. Il quitte le FC Sochaux en 2000 pour évoluer au Lausanne-Sports avec qui il découvre la Coupe UEFA puis à l'AS Saint-Étienne où sa carrière prend un tournant définitif en ce qui concerne le football hexagonal.
À partir de cet instant, il se consacre à sa formation d'éducateur sportif en parallèle d'une fin de carrière de joueur en Suisse au SR Delémont, où il joue jusqu'à l'âge de 39 ans.
Il doit interrompre sa carrière d'une exceptionnelle longévité à cause d'un cancer du pancréas en février 2012 à plus de 38 ans. Il se fait opérer avec succès en août 2012 et rejoue en début d'année 2013 pour se prouver que le football est plus fort que la maladie.
Fort d'un réseau développé entre la France et la Suisse, il est tour à tour consultant pour les différents médias des deux pays. Il travaille à la formation de cadre sportif auprès de jeunesse et sport.
Porteur de différents projets de développement du football au sein de différentes structures, il intègre à nouveau son club formateur et de cœur pour prendre la responsabilité de la pré-formation et de l’École de football en juillet 2014. Il devient entraîneur au centre de formation et prépare le diplôme "UEFA Elite Youth Licence". 
Il meurt des suites d'un cancer du pancréas le 1er octobre 2017.
Marié, il a une fille (née en 1997) et un fils (né en 2001).

## Carrière de footballeur
- 1991-2000 :  FC Sochaux (Division 1 & Division 2)
- 2000-2001 :  FC Lausanne-Sport (Division 1)
- 2001-2003 :  AS Saint-Étienne (Ligue 2)
- 2003-2004 :  ASM Belfort (CFA2)
- 2004-2005 :  Giro-Lepuix (DH - Franche-Comté)
- 2005-2012 :  SR Delémont (Division 3 & Division 2)[3]

## Palmarès de footballeur
- International Minimes Cadets Juniors et Espoirs français  1986-1995
- 1 sélection en Équipe de Bretagne professionnelle contre le Cameroun en 1998

## Distinctions personnelles
- Nommé dans l'équipe type de Division 2 en 1998 aux Trophées UNFP[4].